# Сентандреја
Сентандреја (мађ. Szentendre) је град у Мађарској.
Сентандреја се налази око 20 km северозападно од Будимпеште, на десној обали једног од рукаваца Дунава (Сентандрејски Дунав).
Град је познат по музејима, галеријама и уметницима. Због своје сликовитости и добрих комуникационих веза са Будимпештом, Сентандреја је постала популарна туристичка дестинација.

## Историја
Област Сентандреје је насељена више од хиљаду година. У римско доба овде је било насеље Ulcisia Castra („Вучија тврђава“). Током 16. века, Сентандреја је постала центар Срба у Мађарској. Град је име добио изгледа по Св. Андронику, једном од 70 епископа, који је живео у Панонији. Он је први посвећен за епископа на панонској епископској столици, којем су били посвећени неки манастири. Угарски краљ Карло Драчки када је смртно рањен 1386. године у Будиму, донесен је у манастир Светог Андреја (или манастирску филијалу, на месту данашњег насеља) код Будима. Симбол града Сентандреје је "агњец божији" (јагње) са барјаком жуте и плаве боје, који оно држи предњом десном ногом.
После ослобођења од Турака (крај 17, почетак 18. века), Сентандреја је била дестинација имиграната са Балкана (Србија, Далмација, Грчка), из Словачке и Немачке који су се мешали са аутохтоним Мађарима. На основу привилегија цара и краља Леополда I, године 1690. под вођством патријарха Арсенија Црнојевића (Чарнојевића) из Србије се у Сентандреју доселило 8000 српских породица. По подацима из 1720, 88% становништва Сентандреје су били Срби и нешто католичких Далматинаца (Јужни Словени). Царица Марија Терезија је 1773. године у Бечу доделила граду право одржавања вашара, земаљског, сточног и недељног. Део насеља звани Клиса - једно узвишење где је сад римокатоличка црква, је уже градско језгро, око којег се "кристализовала" цела варош.
У вароши Сентандреји је 1905. године комплетна саобраћајна инфраструктура: пошта, телеграф, телефон, жељезничка и паробродска станица.
Данас је Сентандреја градић медитеранске атмосфере са калдрмисаним уличицама, барокном архитектуром, и црквама свих конфесија. Седиште је Будимске епархије Српске православне цркве. Близу града се налази етнографски музеј на отвореном и извор „Стара вода“ где се по предању одмарао патријарх Арсеније Чарнојевић.
У Сентандреји данас живи око 90 Срба. Раније је ту било више племићких породица. Српска академија наука и уметности издаје Сентандрејски зборник од 1987. године.

## Срби у Сентандреји
У једном извештају из 1737. године пружа се најприближнија слика вароши Сентандреје: Сентандреја је многољуднија од старог Будима. Срби су се населили овде за време краља Жигмунда и Алберта, повлачећи се испред Турака. Њиховом деспоту Ђурђу, краљ Жигмунд даде за Београд, многе градове и дивно зидане зграде у Будиму. Тада се српски народ населио на Чепелском острву, у Сентандреји и њеној околини. Овде је српски народ на дунавској обали и на равници, подигао своје ниске куће. На пијаци има много дућана и занатлијских радњи у густом реду. Становници су Срби који своју веру слободно исповедају. Понеко живи од земљорадње, а други од трговине. Изнад вароши су виногради, који не дају тако добро вино као што је будимско, али ипак је на гласу. Срби нису нигде тако добри економи као овде, мада су по природи и добри трговци...
Године 1683. избегли су заједно са народом, монаси српског манастира Раванице, и са моштима Св. кнеза Лазара стигли у горњу Угарску. Нашли су лепо место изнад Будима - Сентандреју, где су се настанили. То место кажу монаси, неко зове "Болгарија" а неко "Свети Андреј". Ту су саградили "хиже" (куће) како је ко могао, и близу брега изнад Дунава подигли цркву од дрвета, и у њој положили мошти српског свеца. То је била она познија, Оповачка или Николајевска црква, која међутим још од краја 19. века, није била у функцији.
На месту вароши у то време је био спахилук грофа Стефана Зичија. Он је 1700. године уступио свим становницима, право уживања за годишњих 1000 ф. и шест комада персијских ћилимова, које су могли заменити новцем - 140 ф. по ћилиму. Сентадрејци су поднели тужбу 1730. године српско-народном сабору, на Стефанове наследнике - Николу Зичија, зато што нису поштовали споразум. Њихова давања су се једнострано повећала, тако да је одлуком жупанијског већа 1773. године, утврђена нова свота за уживање сентандрејског земљишта. Тај износ је сада 6000 ф. годишње, са роком до 24. маја, у старо-будимску спахијску благајну.
Када су почетком 18. века крволочни мађарски куруци нападали Србе, Сентандреја је изгорела. Куће су српске биле земунице, а становници су избегли покољ, бежањем. Занатлије су биле организоване у више гранских цехова, који су сваки у своје време добијали писане привилегије. Први су добили привилегије још 1695. године јорганџије и памуклијаши (12. април), те чизмари (30. октобра). Године 1697. цар је потврдио привилегије табачком руфету у Сентандреји. На основу старих привилегија царица Марија Терезија је 1769. године потврдила Устав табачког цеха. На највишој тачки у вароши, на месту Брду је био некад постављен "Табачки крст". Било је и других цехова - ћурчијски (1700), кројачки (1708), сапунџијски (1715), обућарски (1754), ковачки и коларски (1758).
Аустријски цар је привилегија дао и сентандрејским трговцима 13. јула 1698. године. Трговачки цех је на главном тргу или пијаци подигао од црвеног мермера спомен-крст, у спомен престанка епидемије куге. Ту се на дан Св. арханђела Гаврила током церемоније свети водица. На северној страни налази се уклесан текст на плочи: "Свјати сеј крст воздвиже сербскоје привелеговано Содружество купеческоје Свјатоандрескоје љета 1763." И на јужној страни је постављена плоча са текстом из 1836. године.
Посланици сентандрејски на црквено-народним саборима су били: Марко Сагар (1716), Вујица (1719), Теодор Милановић (1722), биров Михаил Јовановић (1722) и др.
Власт у Сентандреји су дуго држали Срби, и када су били у знатнијој мањини. Јер били су то људи срчани, одлучни, поносити и способни. Један путописац 1862. године примећује: "Србљи у Св. Андрији несу по броју у већини, ал' које по интелигенцији, које по имању, непорично су најпретежнији." Много хомогеније српске средине су брже посустале, не имајући сентандрејски менталитет. Многи велики и славни људи потичу из те дичне варошице, коју су доцније по значају наследили Карловци сремски. Биров сентандрејске вароши је 1722—1724. године био Марко "стари". Његов наследник је 1727. године Глигорије Лазаревић. Из докумената се види ко се месни господари од 1727. године: биров Ефтимије Кнежевић, натарош Јован Цветиновић и сенатори Живан Бранковић, Станко Тодоровић, Јосиф Николић, Риста Вељковић, Ђурица Вуиловић и Јосиф Стефановић. У то време свештеници су били, протопоп Нестор Живановић и јереј Вељко Поповић. Међу најстарије сентандрејске свештенике спада поп Петар Димитријевић (1725—1741).
Првог учитеља Сентандрејци су ангажовали још 1707. године. Био је то Лацко Криштовљевић погођен на годину дана, за 60 ф. да учи 35 деце. У Сентандреји 1745. године постоји српска школа, за коју је општина издвајала 150 ф. У град је дошао 1747. године један Рус из Москве за учитеља. У то време је руски двор послао међу Србе у Угарској, Максима Суворова који је донео 400 руских буквара и 100 граматика. Симеон Радивојевић православни парох у Сентандреји помиње се 1748. године, и он ће постати племић, због својих заслуга.
Године 1735. Сентандрејом су управљала четири претора - судије, и то један римокатолички а три православна - јер је већина српска. Касније се власт концентрисала на орган Сенат, под бировом (градоначелником).
Наређено је 12. јуна 1812. године да се заведе Српска препарандија у Сентандреји. Њен предавачки колегијум су на почетку чинили: Козма Јосић учитељ пештански - за словенски језик и стилистику, Павел Атанацковић свештеник - за педагогију и отаџбинску повесницу (историју), Василије Булић лекар - професор за рачун, алгебру, геометрију и земљопис. Позван је за катихету јеромонах Лукијан Мушицки, али је овај одбио, па је и то предавао Атанацковић. Прво саветовање колегијума одржано је 13. децембра 1812. године под председништвом "сениора" Јосића. Када је он поднео оставку, за новог буде изабран Атанацковић. Препарандија или Учитељска школа за Србе је до 1816. године била у Сентандреји, па је пресељена у Сомбор. У Сентандреји је током 19. века радила и приватна гимназија.
Јован Белановић биров и сенатор, био је школски управитељ у месту 1798—1820. године. Помињу се 1822. године "три класе" (разреда) са учитељима: Василије Дамјановић (први), Никола Нерић (други) и Василије Арсенијевић (трећи). У месној школи радили су 1868. године учитељи Ђорђе Јосифовић и Цветко Милић. Добротвори сентандрејске цркве у 19. веку били су: Васа Пластић из Трнаве (родом Сентандрејац, умро 1861), Јефта племенити Нешко "от Литманова" сенатор у Сентандреји (умро 1830), Јелена Бозда рођ. Белановић из Сентандреје, Петар Апостоловић, Андрија Петровић (Чамче) и Марија Маргаритановић.
Претплату за бечке "Новине сербске" скупљао је 1813. године у Сентандреји, професор Исајловић. Купци једне српске књиге 1814. године, били су следећи Сентандрејци: Атанацковић катихета српског Института, благородни Лазар от Авакумовић, благородни Јован де Никола, Георгије Софрић, Јован Добри, Булић професор, Евтимије Попонешковић сенатор, Лазар Попнешковић и Пасхал Чупа. Књиге купују тамошњи Срби, често и у лепом броју, па 1834. године "читалачко коло" предводе: Владимир Ракић и Јован Недић месни пароси, те два заклета нотара Петар Пиперковић и Ефтимије Суботић. Свих 15 егземплара књиге која пише о опхођењу међу људима прибавио је 1831. године Павел от Белгради сенатор и месни школски директор. Сентандрејци су 1839. године читаоци једне књиге, међу њима привлаче пажњу: Павел от Белгради адвокат и школски директор, Симеон Јосифовић капелан, три адвоката Стефан Авакумовић, Јован Мартиновић и Симеон Лолић, као и заклети нотар магистратски Петар от Темишвари. Парох Владимир Ракић је 1840. године добио од писца бесплатно две српске књиге, јер је скупио још 22 претплате у својој парохији.
Мађарски спахија Венијамин Калаји Нађкаловски је основао 1865. године код сентандрејске српске школе фондацију, из које ће се сваке године давати два дуката оном ученику, који у српском језику буде најбољи успех показао, и један дукат оном који који се буде одликовао у православном катихизису. Млади Калај је иначе дошао у град августа 1865. године, да присуствује свечаном годишњем школском испиту. Намеравао је да се кандидује за народног посланика за Угарски сабор у сентандрејском бирачком округу. То је била прилика да стекне политичку подршку од Срба, нудећи им политички програм за излаз из декадентне свакодневнице. Била је то политика измирења свих народности у Угарској, брисањем подела и неповерења, после крвавог грађанског рата 1848—1849. године.
Црквене власти су 1865. године за Сентандреју навели да ту живи 604 православна Србина, у три парохије, које спадају у другу, четврту и шесту платежну класу.
У Сентандреји је 1847. године записано 668 православних житеља, а две деценије касније ту је много мање - 495 душа. Градоначелник Сентандреје био је дуго година (1872—1903) Евген Думча, истакнута јавна личност, велики добротвор српских школа и цркви. Сентандрејски учитељ 1909. године је Лазар Терзин.
Постојала је 1896. године српска Сентандрејска штедионица, која је приложила за Фонд "Св. Саве" 25 ф.

## Споменици српске вере и културе

### Цркве
У црквено-административном погледу градић се некад делио на цркве и њихово окружење. Знало се за махале или "мале": београдска (саборна), грчка, ћипровачка, пожаревачка (влашка), оповачка (циганска), преображенска и Збег. Најстарији део места је око Београдске цркве, која је подигнута 1521. године, од стране српских избеглица из Београда (зато се тако и зове), јер су Турци запосели тај град.
Записани су 1826. године православни свештеници у том духовном градићу, (осим Збега): поп Симеон Јосифовић, поп Јован Недић, поп Владимир Ракић, поп Павел Јовановић, поп Јован Петровић и поп Јован Баћан. Било је 1862. године у варошици шест православних и једна католичка црква. Најбоље су изгледале саборна и пожаревачка црква. Свака колонија насељеника је градила себи ту храм. Готово свака од православних цркава има фондацију за издржавање свештеника.
По државном шематизму православног клира у Угарској из 1846. године у граду Сентандреји постоје пет српских православних храмова са својим парохијама. Живот Срба али и других православаца у том граду, одвијао се око храмова. Једина српска народна школа радила је при саборној цркви. Сликар Теодор Илић Чешљар је радио у једној сентандрејској цркви.

#### Саборна црква или Београдска
Посвећена празнику Успенију Пресвете Богородице, подигнута је "од камена" око 1690. године. Православно парохијско звање је основано 1690. године, од када се воде и православне црквене матичне књиге. Стара црква је стајала до 1765. године, па је подигнута нова (трећа по реду), у "обичном стилу" коју је освештао 26. јануара 1764. владика Дионизије Новаковић. Иконостас је био рад Василија Остојића из Новог Сада 1763. године. У парохији 1846. године живе 202 православне душе, са парохом Јованом Недићем. При храму се налази и српска народна школа са директором Павел од Белгради, који је и градски сенатор. Школске деце има 80, а њима предају - катихета поп Константин Јосифовић, и учитељи Алекса Илић и Георгије Јосифовић. Тој парохији је 1905. године припадало православно "саборно" гробље. Око храма је црквена порта и стари надгробни споменици, од којих је најстарији из 1753. године.
Саборна црква је имала "бурну" историју: обновљена је 1833. године, а торањ је срушила олујина 1889. године, затим је похарана 1891. године и најпосле 1895. године изгорела. Морала је зато бити темељно оправљена споља и изнутра. Због пожара удружили су се Сентандрејци предвођени заслужним градоначелником Думчом, и скупили прилог између себе и нешто из јерархијских фондова за куповину црквених звона. Стара звона су се истопила током пожара 6./18. априла 1895. године. На великој свечаности одржаној 13/25. августа 1895. године, зазвонила су сва четири нова звона са торња. Она су допремљена коњском вучом из Пеште до Калаза, а одатле воловском запрегом у Сентандреју. Велико звоно је било тешко 969 килограма, а на њему је угравиран лик Богородице. Друго, средње велико звоно је било тешко 586 килограма и носило је лик Св. Николе. Треће, средње звоно имало је тежину 310 килограма, и имало представу Св. Тројице. Четврто, мало звоно вагало је 140 килограма, а на њему лик Св. Георгија. На сваком звону је угравиран и пригодан истоветан текст о пожару и скупљању прилога за њихову куповину.
У поду храмовном те цркве налази се гробна крипта са костурницом архиепископа и епископа будимске епархије (њих седам). Први је ту сахрањен архиепископ Михајло Милошевић (умро 1728), па затим редом још пет, да би последњи био владика Јеремија Мађаревић (умро 1896). Уз цркву је некад било једно мало здање звано "патриаршеско", састављено од две собице и кујнице, где је наводно живео патријарх Арсеније Чарнојевић. Уз то здање подигла се после "качара", за коју се сматрало да је била стан епископа Арсенија Радивојевића. Ту је дакле била "бедна и неугледна" резиденција српских патријарха и архијереја. Године 1862. се за њу каже: "нека зграда, што би за свашта друго пре згодна била, само не за резиденцију никако: сниска, трошна, старом шиндром покривена и право ругло...". У тој "резиденцији" је 1852. године становао парох, поп Константин Јосифовић. Зграда је посебно страдала за време мађарске револуције 1848—1849. године; од тада кров прокишњава. И мада су покушавале генерације Сентандрејаца, да ту изграде нешто достојанственије, није им било удовољено. Зато је епископ прешао са столицом у Будим, у једну прикладнију кућу. Ни ту се није могло ништа урадити, мада је обезбеђен капитал јер су се бунили Сентандрејци, истичући да је епископска столица од Чарнојевића ту утврђена, поред седам православних цркава. Тек је за време епископа Лукијана Богдановића, у Будиму је подигнута нова лепа и пространа зграда - прави владичански двор.
Почетком 21. века у њеној црквеној порти су Владичански двор и Музеј епархије Будимске. У порти се налази и велики број старих надгробних споменика, плоча и епитафа, црквених великодостојника и виђенијих и заслужних грађана. Регистровано је 37 обележја, од којих су четири плоче унутра у храму. Ту су своје место нашли и споменици пренесени из порте отуђене Ћипровачке цркве.

#### Преображенска црква или Табачка
Најстарија црква је подигнута 1690. године била је брвнара, а друга, новија 1741—1746. године посвећена празнику Преображење Господње. Иконопис су радили иконописци из Кијева. Православно парохијско звање је основано 1690. године, а црквене матичне књиге се воде од 1752. године. У парохији живи 1846. године, 124 православца, са парохом Владимиром Ракићем. То је позната "табачка црква" у коју су ишли чланови табачког цеха. Храм је 1905. године био у "приличном стању", а ограђен је лепом портанском оградом.
Почетком 21. века она постоји иако је врло стара, из средине 18. века, и налази се у северном делу града. На јужном улазу у порту налази се декоративна портанска капија са краја 18. века. У порти се налазе три стара споменика са епитафима. Један је исписан грчким језиком и односи се на 1774. годину, други је при јужном улазу посвећен Данилу Плевицком игуману манастира Крушедола, док трећи припада Младену Степановићу. Поред оног крста на главном тргу, јавља се и други северно према Преображенској цркви. На каменом постољу уздиже се жељезни крст који су подигли 1798. године мајстори табачког среза на месту где је некад била црквица брвнара Св. Луке. У тој цркви су боравиле мошти Св. цара Лазара косовског мученика, донете 1690. године током велике Сеобе Срба. По њему се тај крст и зове "Крст цара Лазара". Та црква је настрадала под високом водом Дунава 1738. године. Још један крст звани "Табачки" је у близини Преображенске цркве на "Магарећем брегу". На једноставном каменом постољу је висок жељезни крст, заштићен полукружним металним кровом. Не зна се кад је постављен, а реновиран је изгледа 1901. године, када и онај на главном тргу.

#### Ћипровачка црква
Та "парохијална" црква је грађена 1690. или пре можда 1708. године, јер постоји натпис о томе. Њу је заменио нови храм грађен 1753. године од камена, па обновљеног "брода" 1791. године, јер је претходни изгорео у пожару. Звоник је накнадно додат каменој цркви 1775—1776. године. Тај храм је много већи, светлији и лепши од Пожаревачког. Православно парохијско звање је основано 1690. године? (или 1725), а црквене матичне књиге (рукописне) се воде од 1723. године? (или 1725-1726). Православна црква је посвећена Св. апостолима Петру и Павлу. У парохији 1846. године има 117 православаца, са парохом Петром Антоновићем. Та црква је првобитно била посвећена Св. Николи, и зато је звана "Николајевска". Међутим, епископ Новаковић ју је 1793. године посветио садашњем празнику, након подизања нове - постала је "Апостолска". Године 1905. наводи се да је храм у добром стању, али богослужења нису редовна; има порту са старим надгробним споменицима, од којих је најстарији из 1710. године. Црква је имала своје гробље Ћипровачко, које се тада већ није користило, и било је запуштено.
Почетком 21. века то више није наш храм, јер је 1938. године уступљена римокатоличкој цркви. Налази се усред некадашње Ћипровачке махале, јужно од градског центра, а потиче из половине 18. века.

#### Оповачка или Николајевска црква и Благовештенска црква
"Хоповачка" црква је зидана 1746. године, за време царице Марије Терезије.
Ту је и "грчка парохија" са Благовештенском црквом (посвећеној празнику Благовести), грађеном 1752. године. У грчкој парохији парохијско звање је основано 1752. године, а у парохији са црквом Св. Николе - 1746. године.
Црквене матрикуле се у грчкој парохији воде од 1781. године, а у оповачкој од 1751. године.
У српској парохији је изгледа градска болница била смештена, и то у оној око цркве Св. Николе или "Хоповачкој", по некој одлуци од 16. децембра 1834. године. По каснијем податку, Николајевски храм више није био ни у каквој функцији, због трошности; постоји и затворен је (1905). Због тога је његов иконостас са припадајућим певницама, столовима и другим инвентаром поклоњен новој православној (прешли из католицизма!) браћи, у месту Сантову. Хоповачко (оповачко) старо гробље је такове 1905. године већ било затворено. Сада, на почетку 21. века она одавно није наша црква. Године 1913. уступљена је та стара српска Оповачка црква, реформаторској општини на коришћење. Иконостас је претходно пренет у Сантово, за тамошњу нову православну цркву. Налази се реформаторска црква у северозападном делу насеља.
"Грчка" или "Благовештенска" црква је 1905. године била у добром стању споља и изнутра и ту се богослужења редовно врше. Њен иконостас је осликао 1802—1804. године иконописац Михајло Живковић из Будима, ученик бечке уметничке Академије. Оповачка црква је називана и "Раваничка", јер су ту биле мошти Св. цара Лазара, када су је донели монаси Раванички. У грчкој парохији (сада обједињене обе!), је тада било 134 парохијана, са парохом Константином Јосифовићем. А Благовештенска српска православна црква налази се у центру на главном тргу градића. Потиче из половине 18. века, рађена је по пројекту Андраша Мајерхофера, док је иконостас урадио будимски сликар Михаило Живковић почетком 19. века. У јужном зиду цркве налази се епитаф исписан грчким језиком, неког Павла Толојанијаиз 1759. године. У унутрашњости храма је надгробна плоча браће Ђурића из 1767. године. На главном тргу надомак Благовештенског храма одавно стоји "Спомен-крст Српског трговачког (купеческог) удружења. Изгледа дао тространи ступ украшен малим иконама апостола, на чијем је врху гвозден крст са распећем. Са северне стране је натпис који сведочи да га је подигло привилеговано српско трговачко удружење 1763. године. Са јужне стране се види други натпис по којем је исто удружење украсило крст 1836. године, биће са жељезном оградом. По трећем натпису крст је обновљен 1901. године, као и последњи пут 1990. године

#### Пожаревачка црква
Првобитна је подигнута 1690. године и била је "доста мала" и од дасака, а касније президана од тврдог материјала 1759. године. Освештао ју је епископ Дионизије Новаковић 1763. године. Православно парохијско звање је основано 1690. године, а православне црквене матице се воде од 1752. године. Православна црква је посвећена Св. арханђелу Михаилу, ту живи 91 православна душа, са парохом Петром Римским. Иконостас стари радили су 1742. године темишварски зографи Георгије Раните и Недељко Поповић. Од старина, у тој цркви су се налазиле древне књиге. Најстарија је србуља "Апостол и Јеванђеље" из 1514. године у којој је запис о гоњењу Хришћана (православних) у Угарској, и да их "победи ердељски војвода Дојица". Тако је штампани србуљски "пентикостар" настао у Мркшиној цркви 1566. године. Набављена је та богослужбена књига, за време митрополита смедеревског кир Захарија, игумана мркшићког јеромонаха кир Саве, а трудом поп Живка и дијака Радула. Друга књига, "апостол", писана је 1514. године од стране ђакона Боже у Сланкамену. Храм је 1905. године био у добром стању, а припадало му је и гробље звано "Пожаревачко".
Почетком 21. века постоји та стара српска црква, у јужном делу насеља. Сматра се да је њен иконостас рађен за сентандрејску саборну цркву и да је пренет у Пожаревачку, након градње нове Саборне цркве. У порти храма налазе стари споменици који су ту пренети са бившег "Пожаревачког гробља". Они су поређани дуж јужне ограде порте. У самом храму је надгробна плоча епископа Јустина Јовановића, која се првобитно налазила у Табанској цркви. Из ње је узета онда када су рушили ту стару будимску српску цркву. Такође се у припрати храма, у зиду налази плоча Игњатија Бошковића из 1807. године.

#### Избешка, Збешка или Рудничка црква
Посвећена празнику Сошествије Св. Духа или Светој Тројици или Духовима, изграђена је 1738. године. Старија црква је била од дрвета, у потоку код данашњег српског гробља. Ту се спрам цркве налазила некад резиденција патријархова. Патријарх Чарнојевић се по доласку са избеглим народом из Старе Србије, прво ту настанио у месту "Збег" или "Рудник", које се налази "фртаљ сата" далеко од Сентандреје, али ипак са њом целину чини. Патријарх Арсеније Чарнојевић ту у једној кући живео пола године дана, док му није направљена "дворска" у Сентандреји. Од те "славне" куће у Збегу, направљена је црква. Патријарх се кажу често пењао на узвишицу звану "Краљев брег", и одатле тужно гледао у даљину, одакле је избегао. Парох збешки био је 1826. године поп Димитрије Црвенперковић. Село Збег је 1847. године имало 200 Срба становника, а две деценије касније 1867. године 250 душа. Постоји 1869. године српска школа у Збегу, у којој је расписан стечај за упражњено место учитеља. Понуђена годишња плата је износила: 105 ф. у новцу, фртаљ јутра ораће земље, пет акова "кљука", два хвата дрва и стан. Администратор збешки био је 1817. године поп Јован Недић. Он је заслужан за излазак из штампе књижице месног учитеља Василија Арсенијевића.
Број становника у Збегу стагнира, па их је око 1900. године по другом извору - око 200 ратарских породица, које су осиромашиле због пропасти винограда. Црква им је била стара и "опала". Ту се четири године узастопно (до 1898) славило, у цркви на трећи дан Духова, - 200 година од оснивања патријаршије Карловачке. Хтели су да пети пут то славље буде у обновљеном храму. Збежани су иначе потрошили свој новац за оправку изгореле саборне цркве у Сентандреји. Зато су јавно преко црквених новина молили браћу Србе, за финансијску помоћ са неколико хиљада форинти, да оправе и опскрбе своју цркву. На челу акције је био градоначелник Сентандреје Еуген Думча, и на њега се слао сваки прилог за Збег. Думча је био добротвор у већи српских места у том крају, разделио је велико богатство. Јавни апел издат о Благовестима 1898. године, су потписали парох у Збегу Јован Пачириз, први тутор С. Мартиновић ратар и други тутор Стеван В. Поповић управник Текелијанума. Храм је оправљен и 1905. године се каже да је у добром стању, има порту, а припада му и српско православно гробље.
Почетком 21. века то није више наш православни храм, јер је 1948. године уступљен римокатоличкој цркви. Налази се у центру некадашњег села Збег, северо-западно од градског центра. Црква је иначе грађена без звоника, који је додат у другој половини 18. века. Барокна капа торња оправљена је 1806. године. Иконостас цркве је ту пренет давно из Благовештенског храма. Затим је пренет у Печуј, да се монтира у тамошњој српској православној капели.

## Двадесети век
По српском извору из 1905. године Сентандреја је варош са утврђеним сенатом. У месту има тада 915 домова, од којих су 121 српски. Број становника је 4822, од којих највише има Мађара 1854, Срба православаца 610 а дупло мање је Шокаца и Буњеваца - 378, које власти бележе као "Далматинце". Од српски здања у вароши је седам православних цркава и једно српска вероисповедна школа. Председник Црквене општине је чувени патриота српски и велики добротвор Еуген Думча. Свештеници су били: протојереј Корнелије Чупић родом из Дунапантелије, који је и председник Школског одбора, и поп Јован Пачириз родом из Сентандреје. Постоје две православне парохије, од којих у Ћипровачкој има 45 православних домова, а ту припада и Пожаревачка црква. Друга је Преображенска, са 76 православних домова, а ту припадају још грчка и збешка црква. Црквени иметак је износио 49 кј земље, а црква и школа су се издржавале и захваљујући закладама: Заклада Јована и Екатарине Милић за издржавање сиротих удавача, затим Заклада Василија Пластића за службе и Заклада школска коју су створили супружници (без деце) Евгеније и Петронела Думча. У градићу 1905. године ради српска вероисповедна школа, чије је прво здање сазидано још 1761? године. Једини учитељ је био Ђорђе Мирков родом из Чуруга, који учи 62 ђака у редовној школи, а пофторне (недељне) нема. У градићу је 1905. године постојала "Сентандрејска штедионица у Сентандреји", са деоничком главницом од 100.000 к. Чист добитак за 1907. годину је износио 19.146 к. Управу су тада чинили: председник Еуген Думча, књиговођа Никла Кречаревић и благајник Јован Игњатовић.
Након завршетка Првог светског рата православље је веома страдало. Срби су што страдали - што иселили у југословенску краљевину; остала је демографска пустош. У Сентандреји је формално постојао православни епископат, али функције су му биле само административне. По попису из 1931. године у месту је остало 150 Срба православаца. Свих седам цркви је остало без свештеника, звона и црквени утвари. Само у једној цркви се одржавала црквена служба, док су остале "празне и самотне". А онда су новине у лето 1933. године објавиле сензационалну а тужну вест, да се огласом продаје српска православна црква Св. Петра и Павла у Сентандреји. Оглас је дала тамошња црквена општина, а понуда је важила за заинтересована друштва, црквене заједнице али и приватна лица - оном ко буде највише понудио. Стари попа Сентандрејски је тај поступак оправдавао речима: "Наша црквена општина није сиромашна, па ипак се последњих година није могло издржати. Порези су велики, а приходи све мањи. Куће црквене општине се нису издавале у последње време у кирију, земља се није обрађивала и тако је све теже било црквеној општини да одговара својим обавезама према маџарској држави." Био је то епилог вишевековног трајања Срба и православља у горњој Мађарској. Православном храму су то били последњи дани, јер један понуђач је намеравао да од ње начини санаторијум, а група Американаца је хтела да цркву сруши. Мислили су да је у материјалу пренесу у Америку, и тамо од њега направе исту такву. Цена празне цркве, која је наводно имала само "музејску вредност", била је 200.000 динара. Те године улаз у богомољу је био затворен даскама, унутрашњост празна сем иконостаса, а прозори црквени поразбијани...
Од седам цркава у Сентендреји, четири су сада у власништву Српске православне цркве:
- Пожаревачка,
- Преображењска,
- Богородична (позната и као Саборна или Београдска катедрала). Богородична црква је подигнута између 1756. и 1764. Њен иконостас потиче из 1780.
- Благовештенска, Рококо-црква, и данас је православни храм.

Црква Светог Петра и Павла ( Ћипровачка црква) је сада гркокатоличка, католичка заједница је преузела Збешку цркву, док док је реформатска заједница преузела Оповачку цркву. Иконостас ове цркве пренет је у Сантово, место у мађарском делу Бачке.
Почетком 21. века у Сентандреји постоји "Саборно гробље", као једино место где се сахрањују православци Срби. Ту се налази 424 стара споменика, од којих су најстарији из 18. века.

## Становништво
По процени из 2017. у граду је живело 26.011 становника.
| 1990.  | 2001.  | 2011.  | 2017.  |
| ------ | ------ | ------ | ------ |
| 19.351 | 22.747 | 25.310 | 26.011 |

Крајем 17. века у Сентандреји је било око 800 кућа, а како су Срби живели у великим задругама, произилази да их је тада било укупно око 8000 становника, претежно Срба. Од тада креће бројчано опадање Срба, које ће убрзати мађарска револуција 1848—1849. године. По податку из 1761. године у граду је било 588 породица, а пошто у српској породици тада има просечно петоро чланова, биће да је тада Срба било 2940. А 1854. године записано је тек 919 српских душа. Већ доминирају Далматинци и Словаци који су најбројнији са 1227 припадника. Немаца има 942, Мађара 467 а Цигана само 45. У верском погледу те године је највише било римокатолика - 2344 на броју. По попису из 1892. године, Срба је још мање, сад их има 815, од којих су 595 само православци. Римокатолика има све више, већ 1932. Сентандреја тада за Србе више нема изгледну перспективу, сви који се ишколују одлазе из града, тражећи просперитетније место за живот.

## Српски православни музеј
У Сентандреји се налази „Српски православни музеј“ који садржи велики број сачуваних икона и других црквених предмета.

## Познати становници
- Висарион Павловић (око 1670—1756) - епископ
- Гаврил Стефановић Венцловић (1680—1749) - књижевник из доба прелазне књижевности, рођен у Срему али је добар део живота провео у Сентандреји.
- Вићентије Јовановић (1689—1737) - митрополит Београдско-карловачки
- Арсеније Радивојевић (1717/1720-1783) - епископ
- Георгије Радивојевић (1747—1788) - капетан, јунак - страдао код Томашевца
- Јован Авакумовић (1747/1748 — око 1810) -  правник, песник, племић
- Авакум Авакумовић (1774—1811) - музичар европског гласа, конструисао музички инструмент авакумицу;
- Стефан Авакумовић (око 1756—1822) - епископ
- Павле Радивојевић (1759—1829) - барон, високи официр "фелдцајгмајстор"
- Синесије Радивојевић (1771—1832) - архимандрит
- Синесије Живковић - епископ
- Јелена Бозда рођ. Белановић (1800—1868) - народни добротвор, супруга Наума Бозде, српског трговца и задужбинара;
- Сима Игњатовић (1802—1847) - велики бележник Магистрата у Будиму, власник познате гостионице „Код златног јелена“ у будимском Табану, стецишта српских књижевника;
- Јаков Игњатовић (1822—1889) - српски књижевник, зачетник српског реализма;
- Евген Думча (1838—1917) - први градоначелник Сентандреје, велики српски добротвор;
- Павле Софрић Нишевљанин (1857—1924) - професор историје, аутор прве историје Сентандреје;

## Галерија
- Музеј марципана
- Римокатоличка црква
- Српско-православна „Београдска катедрала“
- Реформатска црква
- Једна од градских цркава
- Вече на шеталишту поред Дунава
- Градска већница
- Српски православни музеј